# Ona (språk)

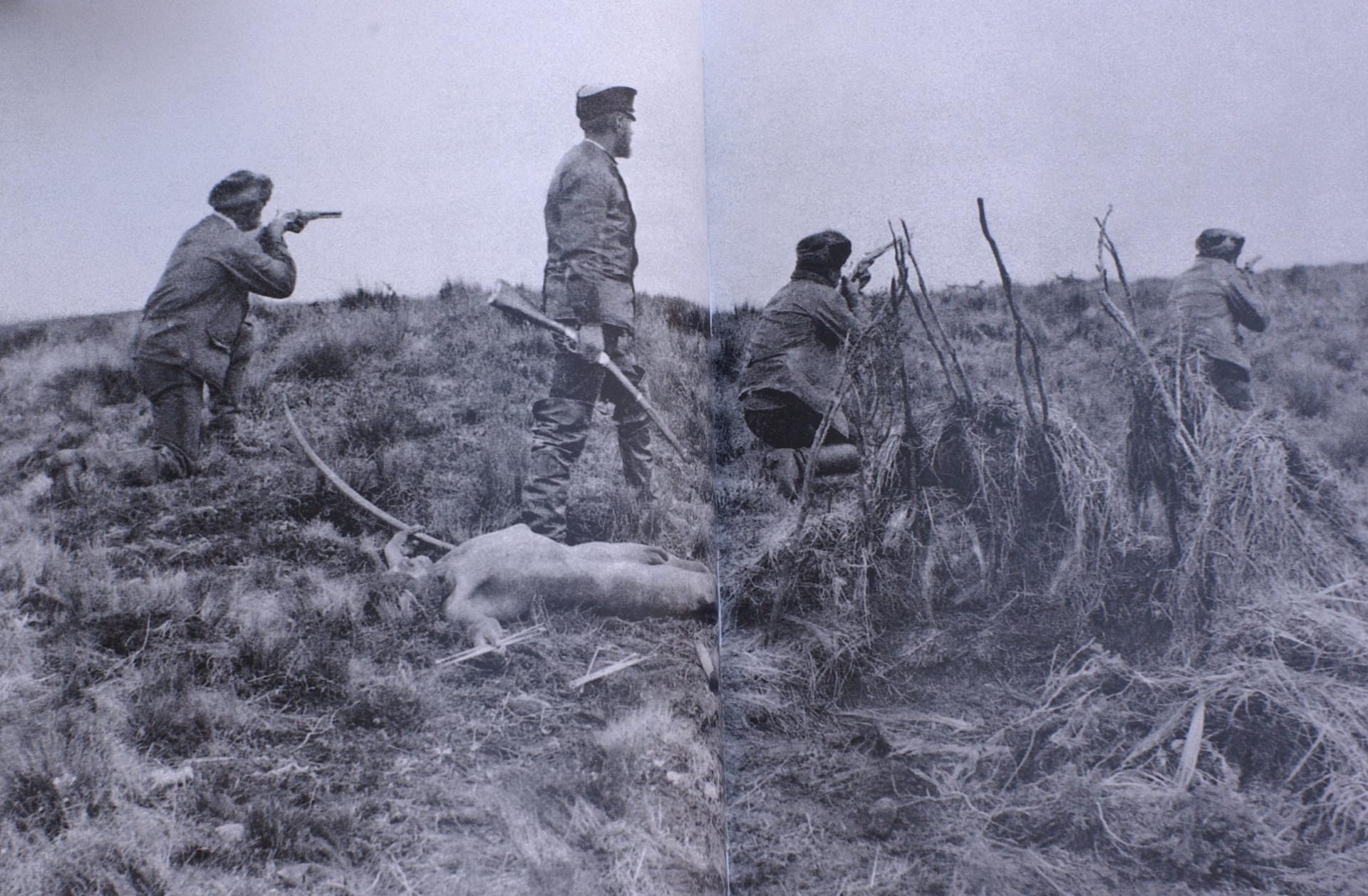
Julio Popper, en av symbolerna för folkmordet på selk'nam.

Ona eller selk'nam är ett chonanspråk, ursprungligen talat av den numera troligen utrotade befolkningen selk'nam på Eldslandet. Dess närmaste släktspråk är haush, och ona delas i två huvuddialekter. Språket har inte en skriftlig standard.
I slutet av 1800-talet och början av 1900-talet kom selk'nam i stort sett att utrotas genom massmord genomförda av kolonisatörer.[källa behövs] Den onatalande befolkningen har därför utdött genom våld, sjukdomar och genom att gradvis gått över till spanska. År 1991 fanns bara 2 onatalande personer kvar. Uppskattningar år 2000 anger språket som ”sannolikt utrotat”.

## Fonologi

### Konsonanter
|             |             | Bilabial | Alveolar | Alveolar | Palatoalveolar | Retroflex | Palatal | Velar | Uvular | Glottal |
| Norm.       | Dent.       | Bilabial |          |          | Palatoalveolar | Retroflex | Palatal | Velar | Uvular | Glottal |
| ----------- | ----------- | -------- | -------- | -------- | -------------- | --------- | ------- | ----- | ------ | ------- |
| Nasal       | Nasal       | m        | n        |          |                |           |         |       |        |         |
| Klusil      | Norm.       | p        | t        |          |                |           |         | k     | q      | ʔ       |
| Klusil      | Ejek.       | p'       | t'       |          |                |           |         | k'    | q'     |         |
| Affrikat    | Norm.       |          |          |          | t͡ʃ             |           |         |       |        |         |
| Affrikat    | Ejek.       |          |          |          | t͡ʃ'            |           |         |       |        |         |
| Frikativ    | Frikativ    |          | s        | s̪        |                | ʂ         |         | x     |        | h       |
| Lateral     | Lateral     |          | l        |          |                |           |         |       |        |         |
| Flappar     | Flappar     |          | ɾ        |          |                |           |         |       |        |         |
| Approximant | Approximant |          |          |          |                |           | j       | w     |        |         |

Källa:

### Vokaler
|           | Främre | Central | Bakre |
| --------- | ------ | ------- | ----- |
| Sluten    |        |         | u     |
| Halvslute | e      |         |       |
| Öppen     |        | a       |       |

Källa: